# 2004 à Paris
 Chronologie de l'histoire de Paris
- 2000
- 2001
- 2002
- 2003
- 2004
- 2005
- 2006
- 2007
- 2008

Cette page concerne l'année 2004 du calendrier grégorien.

## Chronologie

### Janvier 2004
- x

### Février 2004
- x

### Mars 2004
- x

### Avril 2004
- x

### Mai 2004
- x

### Juin 2004
- x

### Juillet 2004
- x

### Août 2004
- x

### Septembre 2004
- x

### Octobre 2004
- 1er octobre : La construction de la passerelle Simone-de-Beauvoir, 37e pont de Paris, commence. Elle s'achève deux ans plus tard.

### Novembre 2004
- x

### Décembre 2004
- x